# TNT (Rusia)
TNT (Rusia) es un canal federal ruso.  Según los datos de 2018, es el sexto canal de televisión más popular de Rusia.
El público objetivo del canal son los espectadores de 14 a 44 años, cuyo núcleo son los jóvenes, es decir, los espectadores de 18 a 30 años. El canal tiene una orientación lúdica, el contenido se basa en programas de televisión y series de comedia. Se fundó en 1997, y desde 2001 forma parte de Gazprom-Media Holding. El canal insignia de Gazprom Media Entertainment Televisión, un subholding establecido en 2015.
El modelo de negocio de TNT es una red de televisión, con la venta de publicidad como principal fuente de ingresos. TNT entrega su señal a través de satélites en cuatro órbitas diferentes, permitiendo a 27 estaciones de televisión y a más de 350 socios regionales recibir y retransmitir la señal en sus respectivas zonas horarias, prácticamente en todos los asentamientos de Rusia.
TNT tiene el 100% de los derechos de todos los espectáculos originales y es propietaria de dos de las mayores productoras del país: Comedy Club Production y Good Story Media, y tiene contratos exclusivos con varios de los principales showrunners rusos. Desde el 10 de octubre de 2018, TNT-Teleset JSC está dirigida por Roman Petrenko, director general de Gazprom-Media Entertainment Televisión.

## Historia

### Fundación y preparación para el inicio de la emisión
TNT fue fundada en septiembre de 1997 como parte del Holding Media-Most. Serguéi Skvortsov, se convirtió en director general del nuevo canal, por invitación del Primer Vicepresidente del Consejo de Administración del holding Igor Malashenko, quien un año antes, junto con su suplente Pavel Korchagin y el resto del equipo, lanzó la primera red de televisión no gubernamental de Rusia, CTC. El nuevo canal también se basó inicialmente en el principio de una red de televisión, centrada principalmente en los intereses de las regiones rusas.
El 1 de enero de 1998, el canal comenzó a emitir. La abreviatura TNT fue descifrada por sus creadores como «Tu nueva televisión». La señal se transmitió por satélite: Intelsat 604 (60°E) en la parte Rusia europea, inmediatamente en televisión digital, para lo cual las estaciones asociadas recibieron decodificadores digitales, e Intelsat 704 (64°E) a la parte oriental del país, el primer semestre del año, en modo analógico.

### 1998—1999

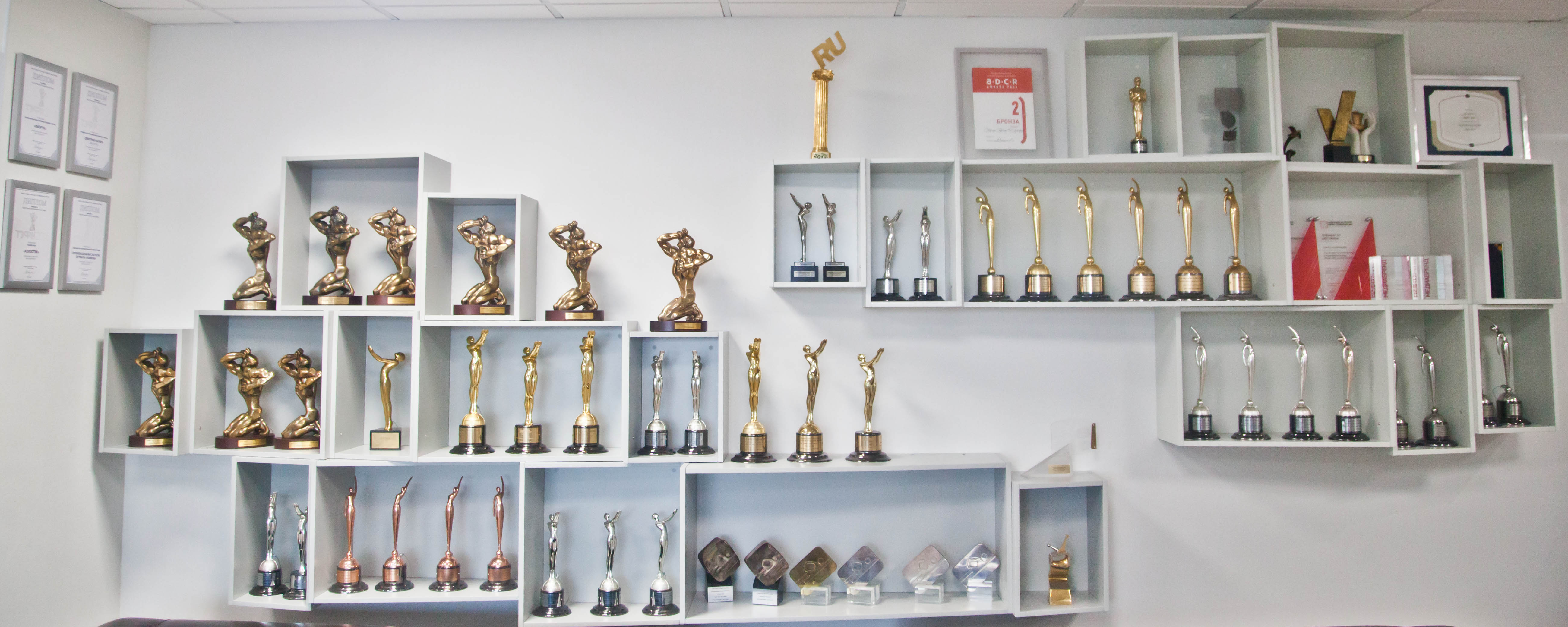
Premios del canal TNT, así como proyectos individuales de TNT, de 1999 hasta 2017.

El canal fue concebido como un entretenimiento familiar y, en la medida de lo posible, fue diseñado para atraer a un público lo más amplio posible. Con este fin, se incluyeron una variedad de productos en la red de emisión: largometrajes, incluyendo éxitos de taquilla, documentales, series de televisión, incluyendo telenovelas, programas de entrevistas, juegos de televisión, videoclips de artistas rusos y extranjeros, programas de música, sin excluir conciertos de canciones de bardo, programas humorísticos, informativos, de entretenimiento y educativos para niños, dibujos animados, etcétera. Durante los primeros cinco años de emisión, los programas deportivos y las emisiones también fueron ampliamente difundidos en el canal. La edición deportiva del operador de satélites NTV Plus participó en su creación, en particular, los jóvenes y todavía poco conocidos comentaristas Alexéi Andronov, Guennadi Sulimenko, Gueorgui Cherdantsev.
Según la idea de los creadores del canal, competir en el mercado, principalmente con STS y TV-6, se suponía que era a expensas de la calidad de los contenidos, de la democracia, así como de una parte significativa de la exclusividad, cuando al espectador se le ofrece o bien «lo que otros no tienen» -por ejemplo, películas de vídeo poco conocidas de la producción occidental- o bien lo mismo, pero «hecho a su manera»: como un programa de entrevistas «acerca de la vida» en el horario central. En apoyo al segundo componente del socio de San Petersburgo, Russian Video Channel 11, se encargó la producción de una serie de detectives «Calles de faroles rotos» sobre la vida cotidiana de la policía rusa «con rostro humano».
La serie de televisión «Calles de los faroles rotos» cumplió con las expectativas y proporcionó a TNT una audiencia estable, aunque relativamente baja (2-3%) en el primer año de emisión. A mediados de año, el canal podía ser visto en 100 ciudades de Rusia. Inspirados por el primer éxito, los creadores del canal encargaron otra serie a Russkoe Video -«Agente de Seguridad Nacional»- sobre las aventuras de un agente de la FSB. La primera temporada comenzó el 1 de enero de 1999, la serie atrajo la atención del público, pero no pudo repetir el éxito ensordecedor del «Mentov». En marzo de 1999, Serguéi Skvortsov partió hacia NTV-Holding, y Pavel Korchaguin asumió la presidencia del director general de TNT.
Para entonces, el canal ya contaba con un sistema bien establecido de producción de series propias, se emitían dos programas con Vladímir Soloviov, que acababa de llegar a la televisión, —«On a fresh head», «Passion for Solovyov»—, y se celebraban periódicamente estrenos de películas de gran éxito en la televisión. El canal era absolutamente apolítico, no tenía un concepto claro, su público objetivo no estaba definido y la dirección del holding no asignaba ninguna tarea al personal. Las posibilidades de crecimiento del canal en estas condiciones se agotaron. En 1999, TNT terminó con dos estatuillas TEFI para la primera temporada del «Mentov» —en la categoría «Largometraje de Televisión o Serie» y «Proyecto de Televisión del Año»— y ocupó el octavo lugar en la clasificación de audiencia con un 3,2% de la audiencia, con casi el doble de retraso que la STS.

### 2000—2001
En junio de 2000, el canal TNT lanzó su propio programa de noticias para la región de Moscú. Las noticias por «Segodnya v stolitse» fueron dadas por el vecino de TNT, NTV, y TNT compró el contenido y se suponía que lo transmitiría por toda Rusia, según Skvortsov: «Nuestras noticias de la ciudad serán interesantes en cualquier otra ciudad». El personal del programa «Segodnya v Stolitsa» («Hoy en la Capital») estuvo representado por jóvenes corresponsales del Servicio de Información de NTV, estudiantes y recién graduados de la Facultad de Periodismo de la Universidad Estatal de Moscú nacidos entre 1975-1980.

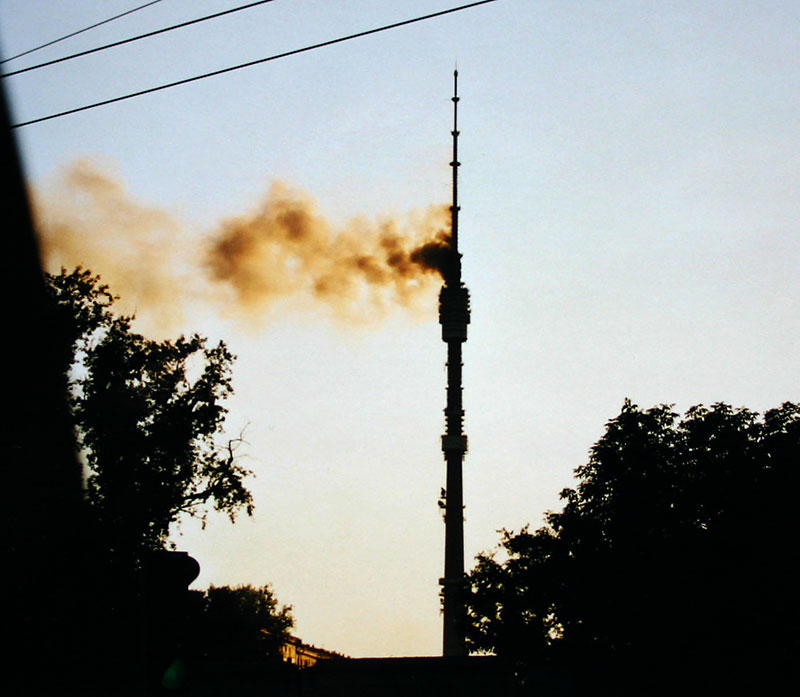
Incendio en agosto del año 2000 de la Torre de televisión Ostankino.

El 27 de agosto de 2000, después del incendio de la Torre de televisión Ostankino, el canal de televisión TNT, debido a la ubicación del transmisor en el área de Joroshiovo-Mniovniki (ahora la torre de radio y televisión Oktod), se convirtió en uno de los pocos que no interrumpió la transmisión. Además, TNT cedió temporalmente parte de su tiempo de emisión al canal NTV para emitir el noticiero «Segodnya». En la actualidad, TNT ocupa el cuarto lugar entre todos los canales de televisión de Moscú.
En 2000-2001, el canal, junto con otros medios de comunicación de Media-Mosta (NTV, NTV Plus, editorial Seven Days) estaba al borde de la liquidación.
En la primavera de 2001, durante el cambio de propiedad de NTV, TNT mostró programas de NTV. Después de la toma y redistribución de la propiedad de NTV, la mayoría de los periodistas fueron transferidos temporalmente a TNT hasta que Borís Berezovsky propuso a Yevgueni Kiseliov que dirigiera TV-6. Después de la transición de los periodistas a TV-6, el liderazgo del canal cambió, y en lugar del sexto canal de Pavel Korchaguin, Andréi Skutin se convirtió en el director general. En noviembre de 2001, TNT pasó a ser propiedad del holding de medios de comunicación Gazprom-Media.

### 2002—2005
Antes de la temporada 2002-2003, TNT no tenía una política de radiodifusión per se, sino que estaba dirigida a una amplia gama de espectadores, y no contaba con individuos que pudieran describirse como «caras del canal». Había perspectivas de transformar a TNT en un canal deportivo. Con un concepto en marcha en el que el 28% de la red total de emisión era de deportes y entretenimiento, en marzo de 2002, el canal solicitó el sexto botón en Moscú, pero perdió la competencia frente a TVS. En el otoño de 2002, esta idea se materializó parcialmente añadiendo el programa «TNT-Sport», que fue creado con la participación de la compañía de televisión «NTV-Plus Sport». Al principio se emitía durante el día, pero en 2003, debido a los bajos índices de audiencia, se trasladó al bloque nocturno, y luego dejó de emitir.
Al carecer de medios para comprar y producir éxitos de taquilla, TNT se centró en formas de programación nuevas y más baratas, y este enfoque demostró ser exitoso: la audiencia de TNT pronto aumentó significativamente, de un 2,7% inicial a un 5,4%, a finales de 2002. La mayor parte del tiempo de emisión de TNT en esos meses de 2002, debido a la falta de tiempo para la creación de su propio producto, fue ocupada por las repeticiones de viejos programas de televisión que ya habían sido emitidos en el canal NTV  «Oh, hombre afortunado», «Muñecas», «Entiéndeme», «Imperio de la pasión». Pero el gran avance en la clasificación, en gran medida, estuvo relacionado con la introducción del escandaloso programa de entrevistas «Windows» de Dmitri Naguiyev en la red de programación, así como con varios otros programas lanzados con la participación de un nuevo equipo de gerentes encabezado por Roman Petrenko, ex director general de la STS.
La nueva gerencia casi inmediatamente comenzó a cerrar los programas que quedaban de la dirección anterior como de bajo rango, deficitarios u obsoletos. El 15 de noviembre se emitió la versión final de uno de los últimos programas de la «antigua» TNT. «Segodnia», uno de los más populares entre los más populares. El más largo de los programas de la «antigua» TNT fue el programa de autor del famoso astrólogo Pavel Globa «Global News», cuya emisión fue interrumpida a finales de 2008.
A finales de 2002, el canal definió el concepto de «TNT ayuda». TNT comenzó a posicionarse como un «canal de televisión único que no solo entretiene, sino que también ayuda», y desde el 17 de febrero de 2003 cambió completamente de tema y de programación. Uno de los primeros programas del nuevo concepto fue «Moscú: instrucciones de uso», que sustituyó al cerrado «Segodnya». En general, las áreas prioritarias de TNT fueron los reality shows y varios programas de entretenimiento alternativo. La sociedad anónima cerrada TNT-Teleset se transformó en una sociedad anónima abierta. Con la participación directa de Roman Petrenko y Dmitri Troitski, se lanzaron proyectos originales de televisión en el canal, nuevos para el espectador ruso: «Zona Prohibida», «Hambre», «Escuela de Reparación», «Taxi», «12 Negratos», «Gran Hermano», «Casa», «Dom-2». El programa «Dom-2» se convirtió en un trampolín para los presentadores de televisión más populares: Ksenia Sobchak, Ksenia Borodina y Olga Buzova:

Por primera vez vi a Ksenia Sobchak en 2004 en una cinta con el casting de los presentadores de «Dom-2». Hay que admitir que, como presentadora, no tenía experiencia alguna. Pero mi primera impresión, que se vio reforzada en los años siguientes de conocimiento, fue: Y ella es inteligente! Es una chica, la hija de Anatoli Sobchak, una chica de fiesta social - nos pareció una decisión muy interesante elegir a una protagonista de la que muchos habían oído hablar, pero a la que nadie había visto.
Dmitri Troitski.

Al mismo tiempo, Troitsky también lanzó una línea especial de largometrajes titulada «TNT-Comedia», que durante muchos años se convirtió en uno de los atributos clave de la cadena. A partir del 1 de septiembre de 2003, el canal comenzó a emitir por la mañana y por la tarde el bloque animado «Nickelodeon on TNT». También en septiembre comenzó a emitirse la serie de comedia «Sasha+Masha», que se convirtió en uno de los productos más valorados de la cadena de televisión TNT. La serie se filmó en 5 temporadas y se proyectó hasta septiembre de 2005,tras lo cual se emitió repetidamente.
En abril de 2005, se cerró el programa de producción «Windows», y TNT emitió un programa todavía más impactante "«Sexo con Anfisa Chekhova»" en el género «Programa erótico de televisión».
Un hito en la historia de la cadena fue la creación del programa «Comedy Club», una versión televisiva del comedia en vivo, inventado dos años antes por varios actores del equipo KVN «Nuevos Armenios»:

La primera vez que vine a su fiesta, supe que era para TNT. He visto cómo se les recibe, cómo reacciona la gente a su humor. Después de la función (era sábado), me acerqué a ellos y les dije: «Vamos a firmar un contrato el lunes».
Dmitry Troitsky

El programa «Comedy Club» determinó en muchos aspectos el «rostro» de TNT durante muchos años, poniendo en la pantalla de televisión a toda una galaxia de «residentes» -papeles de comedia en vivo que inculcaron la moda para el llamado «nuevo humor».

### 2006—2007
En la temporada 2006-2007, el canal no entró en septiembre, sino en una situación poco convencional, en julio, para conseguir atrapar a la audiencia de 30 años+, que sigue viendo la televisión en las cabañas de verano. Como parte de la expansión del concepto de reality shows, se introdujeron varios programas en las ondas, los cuales fueron atribuidos a este tipo de programas por la dirección del canal: Candidato con Vladimir Potanin, Nanny Hurries to Help, Former Wives Club, Other Life. Según Roman Petrenko, para entonces los especialistas de TNT habían estudiado casi toda la experiencia televisiva global, habían seleccionado las ideas con mayor potencial y habían involucrado a los productores británicos en la obra:

Invitamos a especialistas extranjeros. Además, hemos conseguido obtener licencias para todos los formatos más sensacionales del mundo. Así que si algunos canales quieren renunciar a la serie, dándose cuenta de que no tienen futuro, no podrán comprar licencias. Ya tenemos todos los paquetes.
Roman Petrenko

Al mismo tiempo, los responsables de la cadena comenzaron a expresar públicamente su descontento con el molesto proyecto «Dom-2», y se tenía previsto cerrar el programa en una o dos temporadas, a pesar de su récord de audiencia. Sin embargo, ninguno de los nuevos programas logró acercarse a «Dom-2» en términos de popularidad, y para 2017 el proyecto sigue en el aire, convirtiéndose en el reality show más largo de la televisión rusa según el Libro de los Récords de Rusia.
En marzo de 2006 se emitió la serie de comedia Happy Together - adaptación de la comedia americana Married... with Children. La serie, que se emitió durante 7 años, se convirtió en la más larga y una de las más exitosas sitcoms de TNT.
El 4 de noviembre de 2006 el proyecto «Nasha Russia» (clon adaptado de la popular serie de sketchs en inglés Little Britain) - un programa de televisión humorístico con Mijaíl Galustyan y Serguéi Svetlakov en los papeles principales. El programa ha ganado gran popularidad, algunas de las frases de los personajes «fueron a la gente», y los propios personajes se convirtieron en imágenes comunes —por ejemplo, Ravshan y Jamshud - trabajadores emigrantes—. Se filmaron cinco temporadas, en 2016 —5 años después de la finalización del boceto original—, comenzó el spin-off «Beard. Entender y perdonar», en una de las líneas argumentales de «Nasha Russia», con Mijaíl Galustyan como el desafortunado guardia de Riazán. Este personaje se convirtió también en una figura canónica, yendo más allá del espectáculo y caracterizando la imagen de un trabajador negligente.
También en noviembre, se actualizó el estilo de promoción: el diseño del canal comenzó a promover a las personas directa o indirectamente asociadas al canal: los principales programas, los actores de la serie, los participantes en el reality show «Dom-2» y los residentes del Comedy Club. Vídeos de identificación, interprogramas y salvapantallas publicitarias con eslóganes: «TNT sobre la vida. TNT sobre el amor. TNT Funny» se lanzaron simultáneamente con una campaña publicitaria de un mes de duración en toda Rusia. Por todo esto, el canal se negó a producir proyectos por sus propios esfuerzos y decidió centrarse en la cooperación con terceros productores. Así, se crearon las empresas de producción Comedy Club Production y Kefir Production (más tarde FMP Group), donde la mayoría de los empleados de TNT se trasladaron.
La idea de la campaña publicitaria de otoño se desarrolló en la primavera siguiente, más a gran escala y se llevó a cabo bajo el lema «Siente nuestro amor». Según su inspirador Alexander Dulerain, «en toda la nueva historia publicitaria, queríamos entregar los conceptos conocidos al espectador, para ir a una provocación». En breves vídeos promocionales, las estrellas de TNT -Ksenia Sobchak, Olga Buzova, Alyona Vodonaeva, Garik Kharlamov, Timur Rodríguez, Pavel Volya y Mijaíl Galustyan- representaron la dualidad de la frase clave, el delicado equilibrio entre el romance brillante y el humor provocativo.
En 2007 se convirtió en el año del nacimiento de un nuevo formato de televisión: concursos de humor y equipos completos de monólogos. En abril comenzó el espectáculo «Risas sin reglas», organizado por el equipo Comedy Club. Los jóvenes comediantes compitieron por grandes premios en dinero, y luego los finalistas se conocieron en otro espectáculo - «Liga de Homicidios». En agosto de 2010, el formato del espectáculo fue utilizado en el programa «Comedy Buttle», dedicado a la memoria de Turchinsky.
A finales de 2007, TNT también lanzó una serie de documentales sobre los problemas y las tendencias de la juventud actual, que se estrenaban periódicamente los domingos a las 18:00, —desde noviembre de 2008 a las 11:00 o 12:00—. En diferentes momentos, sus autores fueron los periodistas Arina Slabko, Peter Pomerantsev, Elena Pogrebizhskaya, y otros. Hasta 2010, la principal productora de las películas fue Diana Betkaev, con la participación de Dmitry Troitsky, y luego fueron reemplazadas por Valery Valtsov. Las películas eran en su mayoría de carácter serio y dramático, lo que las hacía destacar entre los contenidos de entretenimiento de TNT. En 2014, el canal se negó a producir documentales. La última película social proyectada en TNT fue el proyecto «Fat» de Arina Slabko, dedicado al problema del sobrepeso, que se estrenó el 27 de junio de 2015.
Tras los resultados de 2007, TNT fue nombrada por primera vez «Canal de televisión del año» según los Russian Entertainment Awards, el premio nacional anual en el ámbito de la industria del entretenimiento.

### 2008—2009
A principios de 2008, únicamente quedaban los proyectos de realidad más exitosos en el canal TNT: «Dom-2» y el nuevo «programa místico de televisión» «Batalla de psíquicos».
El 24 de enero se estrenó la primera comedia de TNT, junto con Comedy Club - La mejor película, con residentes Garik Kharlamov, Mijaíl Galustyan y Pavel Volya. Además de ellos, participaron en el rodaje maestros del cine ruso como Armen Dzhigarkhanyan y Valery Barinov, jóvenes actores y muchas personalidades de la televisión y los medios de comunicación. La película es una especie de respuesta a la película americana Very Scary Cinema, y, según los productores, su principal tarea era «no tanto recuperar el coste de la filmación de la secuela como crear una comedia paródica exitosa en un nuevo género para el cine ruso». En la producción de la película tuvo que hacer frente al problema de la falta de materias primas, ya que el cine ruso no suministra un número comparable de éxitos de taquilla con Hollywood. Por esta razón, además de las películas rusas (Night Watch, 9 Company, Shadow Battle, Boomer), The Best Film supera a las películas extranjeras (Star Wars, Matrix, Pirates of the Caribbean Sea, Bruce Todopoderoso), así como a las series de televisión rusas (Brigade, Dalnobyoschiki).
Con un presupuesto de 5 millones de dólares —la misma cantidad se gastó en publicidad—, «La mejor película» recaudó más de 30 millones de dólares en taquilla, estableciendo un nuevo récord para el primer fin de semana en Rusia y la CEI —19,2 millones de dólares—. Las tarifas del segundo fin de semana fueron antirreglamentarias, cayendo un 72%. La razón de ello fue la mala prensa y la antipublicidad de la audiencia. Exactamente un año después se estrenó «The Best Film 2», y en enero de 2011 «The Best Film 3-DE», construida sobre las mismas plantillas y con Kharlamov como protagonista. Ambas secuelas fueron filmadas por otra compañía cinematográfica, Monumental Pictures, pero repitiendo el destino de la primera película, mostrando un buen comienzo, el colapso de la segunda semana y algunos beneficios en la línea de meta.
El año 2008 estuvo marcado por el discurso de TNT dirigido a un público joven. El 25 de agosto de 2008, se lanzó la serie Universiade, totalmente original, sobre estudiantes que viven en el mismo bloque de dormitorios, que es el principal lugar de acción. La serie fue inventada y producida por Semyon Slepakov y Vyacheslav Dusmukhametov y dirigida por Pyotr Tochilin, director de la conocida comedia de Internet «Hottabych»: 

Semyon y yo hemos estado pensando en una comedia sobre un albergue durante mucho tiempo, cuando vivíamos allí. Todos los estudiantes saben que sin chistes divertidos y situaciones divertidas, estudiar y vivir en un dormitorio es imposible. Así que decidimos mostrarlo todo sin ningún tipo de decoración.
Vyacheslav Dusmukhametov

El 1 de diciembre de 2008, TNT pasó a emitir las 24 horas.
El 19 de diciembre tuvo lugar el estreno de otro ciclo, El amor por el barrio, que muestra a jóvenes de un estatus social ligeramente diferente. Este proyecto duró únicamente 2 temporadas, mientras que la Universiada tuvo mucho éxito y junto con su secuela, Universiade. El nuevo dormitorio (llamado Universiada a partir de la tercera temporada) se prolongó hasta septiembre de 2018, contando más de 500 episodios. En 2013, la spin-off de Univera llamada SashaTanya, que cuenta la historia de una de las parejas de las comedias originales, comenzó y también ganó la simpatía de la audiencia.
A finales de año se produjo otro estreno histórico: el espectáculo de pop y comedia femenino Made in Woman, que pronto pasó a llamarse Comedy Woman, por analogía con el Club de la Comedia puramente masculino y bajo la égida de este último. El proyecto fue creado por Natalya Yeprikyan, miembro del equipo KVN «Megapolis» de Moscú, en 2006, en forma de un espectáculo de cabaret femenino humorístico. Las famosas KVNschitsy - Elena Borsheva, Ekaterina Skulkina, Ekaterina Varnava, Ekaterina Baranova, Marina Kravets, Maria Kravchenko, Polina Sibagatullina, Tatiana Morozova, Natalia Medvedeva, Marina Bochkaryova - participaron en el proyecto. Yegor Druzhinin a veces aparecía como presentador. Para la televisión, el proyecto fue reformateado, incluyendo la composición de los participantes y sus imágenes.

Made in Woman no es un Club de la Comedia, y mucho menos un «Club de la Comedia de la Mujer». No se trata en absoluto de un stand-up, sino de otro género, más parecido a un género pop. Es brillante, ruidoso y divertido. Recuerda, existían tales conceptos: ¿Un artista pop, una estrella pop, un teatro pop en miniatura? Variety no es una persona al micrófono con un monólogo o una serie de bromas, o más bien, no únicamente él. También es bailar, cantar, cambiarse de ropa, hacer trucos, ¡después de todo! En Made in Woman hay bromas en las que pensar, y hay una excentricidad puramente payasa.
Dmitry Yefimovich, director del programa.

En otoño de 2009, se lanzó otro proyecto, el dramaturgo Barvikha, sobre la vida escolar de los «jóvenes de oro» del asentamiento de casas de campo de élite. El inicio del proyecto fue precedido por las declaraciones de sus creadores sobre la «serie de la nueva generación», con una imagen totalmente cinematográfica —la serie fue rodada en HD—, diálogos cuidadosamente escritos, auténtico juego de actores —los autores se dirigieron a la «naturaleza» del pueblo de Barvikha para comprobar la realidad de sus ideas sobre los modales de sus habitantes—. La serie planteaba difíciles preguntas sobre la relación de los escolares de diferentes ingresos, siendo la única serie «no divertida» en el canal de entretenimiento —aunque con episodios de comedia separados—. Dos temporadas fueron filmadas - de 20 y 15 episodios —la segunda temporada tuvo lugar en 2011 bajo el título Golden. Barvikha 2—.
En 2009, el canal TNT se convirtió en el socio general de los medios de comunicación del Año de la Juventud, en particular, apoyando la campaña de voluntariado juvenil Youth Train. Más de 500 videos sociales fueron transmitidos por el canal. A lo largo del año, el canal apoyó 12 campañas de información sobre estilos de vida saludables, prevención del sida, lucha contra el uso indebido de tabaco y drogas, apoyo a la donación, educación inclusiva, lucha contra la trata de seres humanos, etc. Un año antes, TNT fue patrocinador de información del Año de la Familia y produjo anuncios para la campaña Don't be a Vegetable - Vote!. En noviembre de 2009, el canal TNT ganó el premio «Por su contribución al desarrollo de proyectos sociales» establecido por la Coalición de Organizaciones No Comerciales, obteniendo el primer lugar en la nominación Socially Responsible Media: for Active Placement of Social Advertising on the Air.

### 2010—2011
Alexander Dulerain se convirtió en el productor general de TNT en 2010, reemplazando a Dmitri Troitsky —quien dejó el canal—. El canal estrenó dos comedias de situación: The Interns  en marzo y The Swell Guys en noviembre.
El escritor de Pasantes Vyacheslav Dusmukhametov se graduó de la Academia de Medicina del Estado de Cheliábinsk. Sus experiencias inspiraron la serie:

Cuando estaba en noveno grado, mi abuela fue operada. Después de la operación, un médico con botas pesadas y un paquete de Marlboro en la mano salió y preguntó: «¿Dusmuhametov?» - luego encendió un cigarrillo e inhaló el humo. «Tu abuela vivirá». Él estaba, literalmente, jugando a ser Dios. Me pareció que ser médico era una profesión brutal y disparatada.
 Vyacheslav Dusmukhametov.

Al igual que Univer, The Interns no copió comedias estadounidenses. En la revista The Art of Cinema, Olga Ganzhara está de acuerdo con la estrella Ivan Okhlobystin en que The Interns es más que una comedia situacional tradicional; «ha descubierto un nuevo género: tener algo en común con un tipo clásico de series de televisión y una comedia basada en un material de dramaturgia increíble». Los pasantes fueron filmados como una «película de larga duración», con ensayos, tomas múltiples, una cámara Red One y ninguna pista de risas enlatadas. Según Dusmukhametov, The Interns expandió la demografía TNT de 18-30 a 14-44 años.
El personaje de Okhlobystin, jefe de departamento Andrei Evgenievich Bykov, inspira un «ejército de Bykov», y crea un «racionalismo paradójico e irónico con el que tiende a percibir la realidad», que recuerda la interpretación de Hugh Laurie de Gregory House. El personaje de Okhlobystin, sin embargo, es puramente ruso: lleno de amor y respeto por el sufrimiento humano. El Dr. Bykov se burla regularmente de un colega extranjero; al enterarse en un episodio temprano de que el interno Levin (como House) va a tratar enfermedades raras y complejas, pregunta quién va a tratar a los pacientes comunes, los que llenan los hospitales:

De hecho, el paciente y la forma en que lo tratan en The Interns son de poca importancia, o mejor dicho, casi nulos. Simplemente hacen los antecedentes para desarrollar y organizar la acción, la forma más conveniente de presentar todo tipo de aventuras, una fuente de adrenalina, una verdadera escuela de vida, un lugar para que los jóvenes maduren. La enfermedad es una causa informativa que inicia la comunicación ...
Olga Ganzhara

El último episodio de The Interns se emitió en febrero de 2016; ese junio, la serie recibió un premio TEFI a la mejor serie de comedia de televisión.

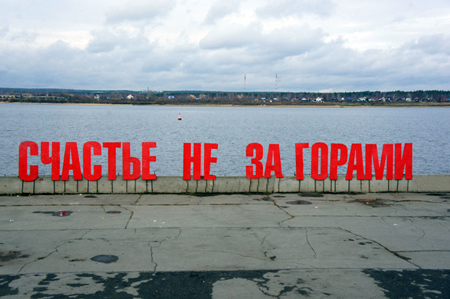
«La felicidad viene pronto», un eslogan popular entre los residentes de Perm, es parte de la secuencia de títulos de Swell Guys. El letrero está en el Río Kama, cerca de la estación de ferrocarril de Perm I.

Swell Guys, una serie de reality, se estrenó el 8 de noviembre de 2010 y terminó en segundo lugar en las clasificaciones —después de The Interns). Fue concebido por Anton Zaitsev, fundador de Good Story Media y miembro del equipo de KVN Parma. Dirigida por Jeanne Kadnikova, la serie protagonizada por Nikolai Naumov.
La serie fue creada y filmada en Perm. Kolyan (Naumov), conocido por la policía, es sorprendido cometiendo un pequeño robo; para evitar la cárcel, acepta participar en un reality show. Un operador de cámara lo sigue a todas partes filmando su vida, trabajo y amigos, y su único requisito es vivir honestamente. Swell Guys involucró a toda la ciudad en su producción; la mayoría de los más de 150 personajes de la serie son actores no profesionales, a menudo con sus propios nombres. La comedia de situación, sin argumento fijo, fue improvisada por los actores, el director y los productores:

La situación debía ser tan ridícula y paradójica que cualquier personaje que pudiera existir sería ridículo, sin importar lo que dijera. Le decimos a los actores que tienes que hablar sobre eso y esto, y él o ella improvisa en el episodio.
Anton Zaitsev

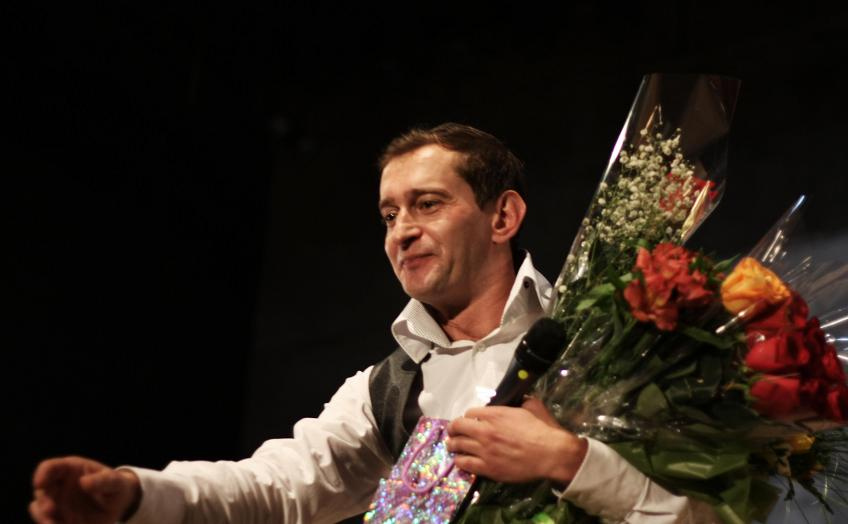
El actor Konstantín Jabenski fanático de la serie Swell Guys.

La serie presentaba una galería de personajes de la ciudad: jóvenes brillantes, estudiantes, fiesteros, personas marginadas, comerciantes, trabajadores, gerentes, empresarios, soldados, policías, delincuentes y «los muchachos» (Kolyan y sus amigos). Después de varios meses, todo el elenco se dio a conocer en Perm y en toda Rusia. El actor Konstantín Jabenski,  el capitán del equipo de voleibol serbio Bojan Janić, y el escritor Alexei Ivanov eran fanáticos suyos:

Me divertí mucho viendo Swell Guys ... Me gustó la actuación. Parecía extremadamente real; los personajes parecen bastante reales, las réplicas son exactas, [y] la película se parece a la vida real ... En esta serie vi por primera vez un nuevo estilo de vida ante mis ojos ... No olvides que nací en la Unión Soviética. Vi personas que están bastante acomodadas, sintiéndose cómodas con el estilo de vida existente, entendiendo sus leyes y evitando conflictos con él. Y estoy interesado en mirar a las personas para quienes esa vida es bastante común. Es como mirar a los habitantes de las profundidades del mar. Es interesante ver cómo van las cosas en el fondo del océano. No puedo vivir allí, pero los peces sí. Así es como interpretó a Swell Guys.
Alexei Ivanov

Un premio para una serie «criminal» ambientada en Perm fue controvertido. Fue aceptado por cinco miembros del equipo de Swell Guys : Anton Zaitsev, Zhanna Kadnikova, el productor Yuri Ovchinnikov, el director Sergei Dolgushin y el actor Nikolai Naumov.
El estreno más exitoso de 2011 fue Zaitsev + 1, una comedia de situación sobre un estudiante torpe con una doble personalidad. Creado por Denis Kosyakov, Sasha Zaitsev y su alter ego Fedor fueron interpretados por Philip Kotov y Mijaíl Galustyan. El primer episodio, emitido el 11 de abril, tuvo una participación del 30,4% de la población demográfica de 18 a 32 años; esa noche, TNT fue el canal más visto de 20:30 a 21:00. La serie fue vista por el 16% de los espectadores de seis a 54 años.

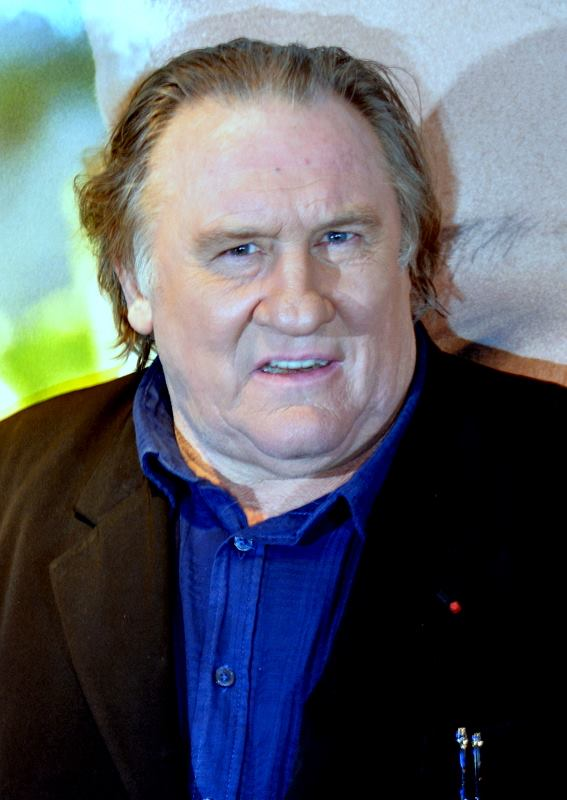
Gérard Depardieu intervino como artista invitado en Zaitsev + 1.

Gérard Depardieu actuó como invitado en la tercera temporada:

Me divertí mucho en la serie ... También me alegro de haber trabajado con actores buenos y creativos. Por primera vez, actué frente a una pantalla verde ... El espectáculo te hace sentir joven. Para mí ha sido un honor participar en Zaitsev +1.
Gerard Depardieu

Los ejecutivos de TNT prometieron atraer a más actores extranjeros de primer nivel para sus programas. Durante el verano de 2011, TNT-Teleset se convirtió en copropietario del canal TRK SKAT en Óblast de Samara después de comprar el 26% de sus acciones.
El 2 de noviembre, el Servicio Federal Antimonopolio incluyó a TNT en su lista de canales federales y publicó sus calificaciones para publicidad nacional y regional. La participación nacional del canal se ubicó en el quinto lugar, con el 9.3%.

### 2012—2013
El 6 de febrero de 2012, a pedido de los televidentes, TNT comenzó a transmitir en el paquete Rainbow TV en el satélite ABS-1 en la versión de reloj +2, desde el 5 de diciembre de 2014, se suspendió la transmisión de Rainbow TV.
El 1 de abril de 2012 Tricolor TV transfirió el canal de un paquete gratuito a uno de pago. El 4 de abril, el canal de televisión interrumpió la señal al operador, y después de 7 días ya regresó en un paquete gratuito.
A raíz del éxito de Moscú Univer y Perm Real boys,  —una de las temporadas de esta serie también fue rodada por completo en Moscú—, TNT lanzó la producción de Deffchonki, que comenzó a emitirse en abril de 2012. La historia que describe de cuatro amigos de Sarátov, que vinieron a conquistar la capital y alquilaron un apartamento para todos, no es original, esta comedia romántica con elementos de un melodrama no contiene ningún hallazgo de género, pero sus heroínas atrajeron la atención de un público joven, principalmente femenino:

La serie tiene algo en común con Sex and the City y Friends, aunque está diseñado para un público más joven. En la comedia de situación no hay una única mujer abandonada por el marido infiel, ni un policía corrupto, y, lo más importante, no hay un solo ex trabajador de KVN entre los actores en cuyo nombre, por decirlo suavemente, ya se está volviendo triste.
Katerina Matveeva

La serie se rodó en Moscú, con actores de Moscú, y la elección de Sarátov como la «pequeña patria» de las chicas se debió al deseo de confiabilidad, ya que el discurso de los habitantes de esta ciudad provincial prácticamente no difiere del de la capital. A finales de 2015, se mostró la temporada quinta y final de la serie. El 14 de diciembre de 2012, TNT ingresó al segundo múltiplex de televisión digital en Rusia.
El 27 de enero de 2013, TNT emitió los tres primeros episodios de la serie fantástica experimental My Eyes, en el género de thriller-pseudo-realidad, que se completó en 2011. Esta serie fue la primera en el mundo en ser completamente filmada por una «cámara subjetiva». La narración no es lineal, cada serie se realiza en nombre de uno de los personajes y revela así su identidad y su historia. En una pequeña ciudad se producen una serie de acontecimientos extraños y ominosos: las personas desaparecen, mueren o caen repentinamente en un estado extraño, que recuerda al de coma, del que también salen repentinamente y comienzan a mostrar superpoderes, y un misterioso «humo negro» que está de alguna manera relacionado con todo esto. La idea del proyecto fue de Ilya Kulikov, y fue dirigida por Zaur Bolotaev. También actuó como director de fotografía, aunque los actores se filmaban directamente con la ayuda de una cámara montada sobre una estructura especialmente diseñada.
My Eyes se convirtió en el primer producto TNT promocionado bajo la marca «serie de películas»:

Se nos ocurrió esta definición, la «serie de películas» como la marca, para tener una línea que pudiera venderse a los espectadores, explicando que no se trataba únicamente de programas de televisión, es un cierto nivel de calidad de cine, lo que implica un nivel de dramaturgia, un nivel de historia, dirección y todo lo demás. No queremos distribuir la marca de la «serie de películas» por muchas docenas de temporadas, queremos lanzar 2-3 temporadas, y luego lanzar películas de larga duración basadas en esto.
Valery Fedorovich, productor de la serie My Eyes , 2016

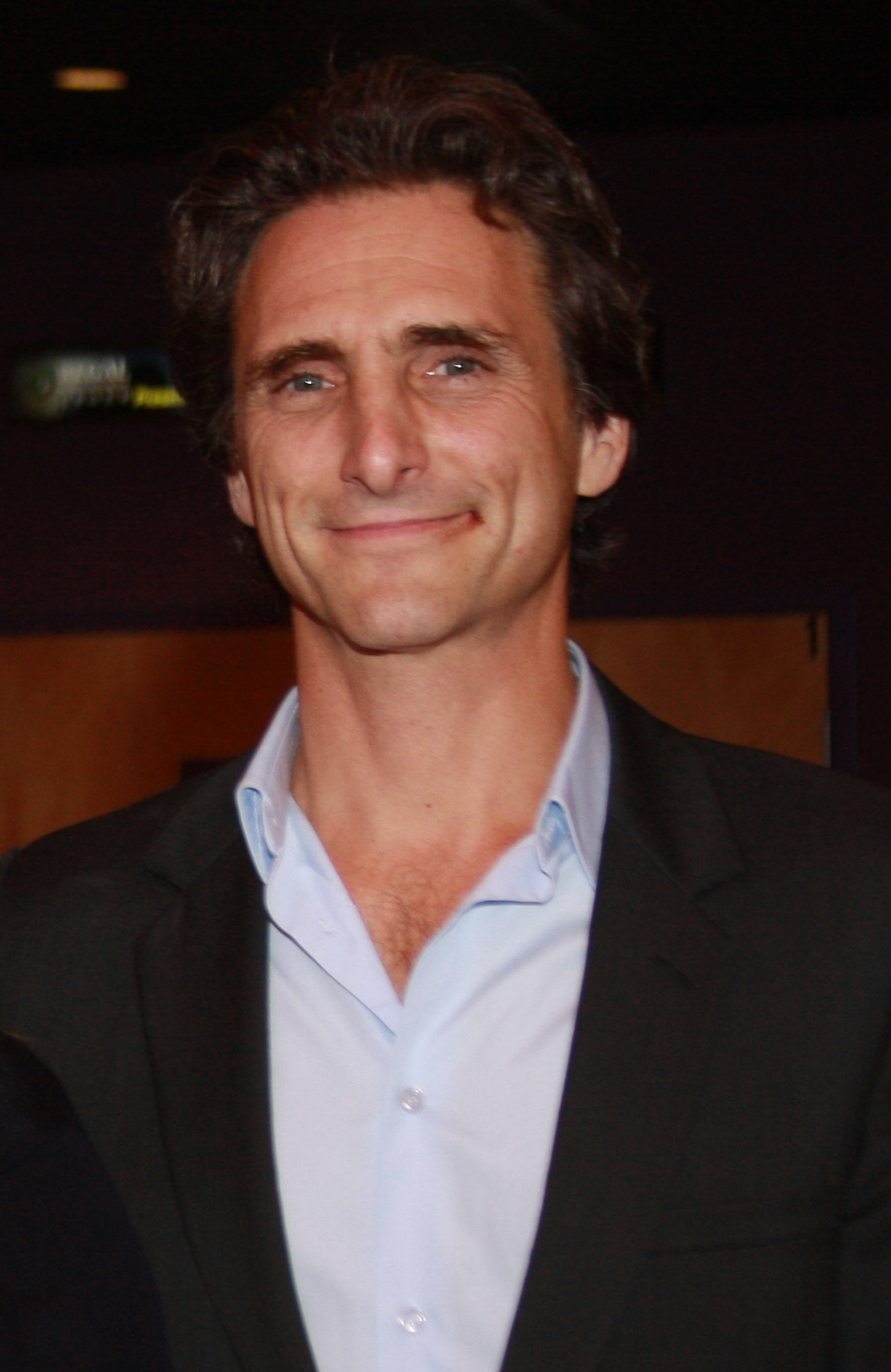
Lawrence Bender, productor del proyecto de adaptación estadounidense de la serie de la TNT rusa My Eyes.

Fox Television Studios compró los derechos para crear una adaptación estadounidense de la serie llamada Through my eyes, y se anunció el proceso de filmación. El productor del proyecto es Lawrence Bender, socio permanente de Quentin Tarantino.

La adaptación de la serie rusa en los Estados Unidos es un gran éxito no solo para TNT, sino también para toda la televisión rusa. Realmente esperamos que después de esto, nuestros colegas estadounidenses presten atención a nuestro mercado de series de televisión y descubran Rusia como habían descubierto anteriormente Gran Bretaña e Israel.
Valery Fedorovich

También se consideró la posibilidad de crear la segunda temporada con My Eyes, pero al final se decidió abandonar esta idea, como resultado de la serie hay 19 episodios con un final abierto. My Eyes desempeñó un papel importante como formato experimental, el impulso recibido por el equipo creativo del canal al trabajar en este producto se transformó finalmente en grandes formatos dramáticos.
En julio de 2013, Roman Petrenko asumió la presidencia de la Junta Directiva de TNT-Teleset OJSC e Igor Goikhberg se convirtió en el nuevo director general de TNT.

### 2014
2014 fue un año lleno de acontecimientos para el canal TNT. A finales de enero, Igor Goyhberg fue reemplazado por Igor Mishin como director general de TNT. En el mismo año, TNT completó la adquisición de Good Story Media, una productora que filmó para Real Guys, y la mayor parte del contenido para CTC. El importe de la operación no fue anunciado, los analistas calificaron la cifra de 50 millones de dólares, Kommersant informó de unos 400 millones, en total, gastados en la compra de "Comedy Club Production" (en 2012) y Good Story Media.

Es una de las respuestas a cómo estamos atravesando la crisis del mercado. La adquisición de dos estudios importantes, Comedy Club Production y Good Story Media, pareció ser una varita mágica para mucho dinero en años difíciles. De hecho, dos tercios de nuestro tiempo de emisión son producidos por estos dos estudios. Trabajan dentro del presupuesto consolidado de TNT y no hacen nada para nadie más que TNT.
Igor Mishin, 2016

En abril, TNT comenzó con éxito una serie Physiruk , con Dmitry Nagiev en el papel de Oleg Evgenievich Fomin apodado «Thomas», un nativo de los círculos criminales, obligado a conseguir un trabajo como profesor de educación física en una escuela. La serie de estreno Phyzruka en audiencia de 14 a 44 años pasó con una participación del 31,8% en Moscú, es decir, fue vista por uno de cada tres espectadores, lo que se convirtió en el mejor comienzo y mejor récord absoluto de la historia de TNT. La cuota de audiencia de entre 6 y 54 años fue menor, pero incluso así sin precedentes: en Moscú fue del 22,6%, y en Rusia del 23,8%. La proporción de jóvenes de 18 a 30 años en Moscú y del 36,0% entre los espectadores rusos fue del 41,8%. En abril de 2014, según TNS Gallup, la serie ocupaba el quinto lugar en términos de popularidad entre todos los programas de la televisión rusa, con una puntuación del 5% y una cuota del 12,7%.
La razón principal de tal éxito, inesperado incluso para los creadores de la serie, fue el golpe exacto de Dmitri Nagiev en la imagen propuesta —sin embargo, el papel estaba escrito «a la vista»—, como señaló el crítico de la revista Art of cinema Vladimir Kolotaev, el uso de los autores del método fracasado de mostrar la intersección de dos mundos: los «elegantes» dibujos animados de los años 90, cuyos recuerdos se han desvanecido en parte del público, mientras que los otros, debido a la edad, simplemente no existen, y el mundo moderno, al parecer, es más honesto y justo.

El héroe es expulsado del ambiente familiar, y comienza su viaje en un mundo desconocido en busca de equilibrio mental. El mundo del pasado en la serie - un mundo de bandidos, fuerza bruta, tiradores, asaltos. El mundo de los tíos guays con puntuaciones en el cuello y en jeeps negros. Solíamos decir que se ha ido, que se ha ido porque la vida ha cambiado....

El nuevo mundo tampoco es un modelo de honestidad... En este mundo, se puede comprar un diploma a un alto precio en la ciudad... Los delincuentes no han ido a ninguna parte, únicamente se han trasladado a las oficinas de los funcionarios y han visto el presupuesto. Este mundo es tan cruel como el viejo, pero más hipócrita... En el mundo de hoy, los veteranos son desalojados de sus apartamentos, vendidos como brandy e intentan vender drogas en la escuela.
Vladimir Kolotaev

En este nuevo mundo, el brutal, pero insidioso y, de hecho, indefenso «Tomás» trata de encontrar nuevos significados y hacer lo que antes no hacía: ganarse el corazón de una mujer y salvar a un niño. Los alumnos no temen a Tomás, así que no únicamente la educación física enseña a los niños, sino que también los niños educan a un profesor de educación física. El camino de Tomás es espinoso, se equivoca constantemente, enumera personalmente los resultados positivos logrados con tanta dificultad, y sin embargo, lenta y dolorosamente, cambia y mejora.
Los comentaristas señalan la nueva calidad de los productos de TNT que aparecieron por primera vez en Internet, se desarrollaron en Real Guys y se hicieron bastante evidentes en Fizruk: la popularidad del reconocimiento.

Nunca antes una audiencia tan diversa -desde los traidores nacionales de la quinta columna hasta los plebeyos nebulosos- había sido tan unánime sobre el producto televisivo <...> Escuchar la discusión de un nuevo episodio de los comentarios de la gente sobre la matanza de Fizruk y Nagiyev, que el pequeño británico pone «Nuestra Rusia» por encima es algo inaudito <...> Lo más sorprendente es que para una clase creativa no parece un pecado o una torpeza vital en aras de la relajación intelectual, sino un placer total.
Bulat Latypov

Fizruk fue incluido en la lista de las «10 mejores series rusas de 2014» según la revista Afissa, fue galardonada por la Asociación de Productores de Cine y Televisión en las categorías de «Mejor Serie de TV de Comedia» y «Mejor Guion» en 2014, así como el premio TEFI en la categoría de «Mejor Sitcom» en 2015. Actualmente la serie lleva 4 temporadas, la última serie fue lanzada el 1 de noviembre de 2017.
El siguiente precedente en la historia del canal fue la serie Sweet Life de Andrei Dzhunkovsky. Este proyecto, realizado según los cánones del cine «serio», es esencialmente similar a los dramas de la televisión por cable occidentales, y en el contexto del resto de la producción televisiva rusa ni siquiera reivindica un cierto elitismo. La historia se desarrolla en torno a una madre soltera, una bailarina gogó de Perm, interpretada por Martha Nosova. Habiendo mostrado obediencia frente al hijo del gobernador, el personaje «Sasha» hizo peligrosos enemigos, volvió a sus amigos en su contra, incluyendo a su amado, y dejó a su hijo al cuidado de su abuela, y se fue a Moscú, con la esperanza de perderse en la metrópoli. Otros acontecimientos están relacionados con los intentos de la heroína de organizar su vida en la capital y sus relaciones con seis hombres de 30 años de edad. La película tiene un montón de escenas eróticas y vocabulario obsceno, se prepararon dos ediciones de la serie: para el horario central y para el show nocturno, sin censura.

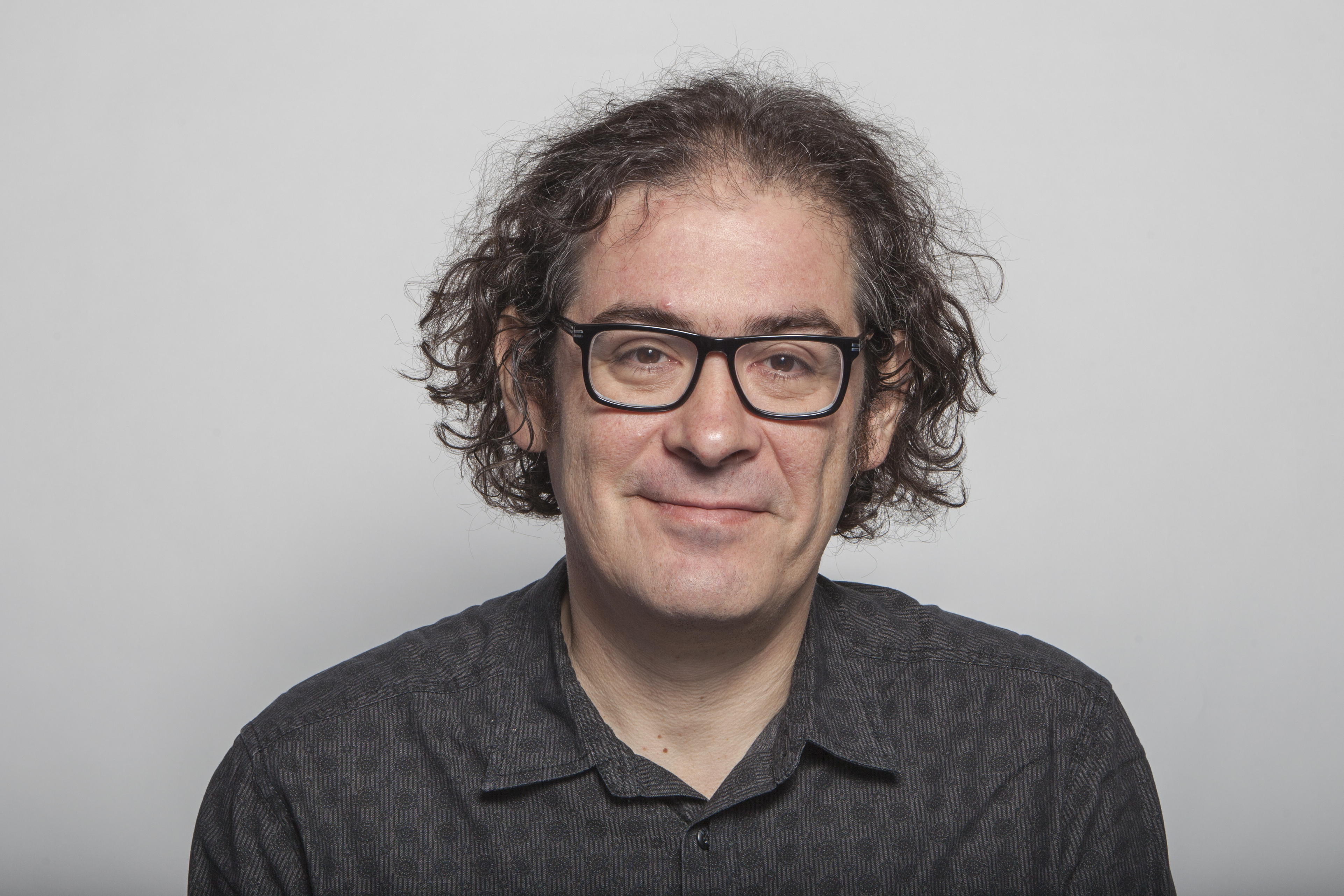
Alexander Dulerain, Productor General de TNT.

Sweet Life fue la primera serie de televisión rusa que se estrenó en Internet dos semanas antes del programa en el canal de televisión —antes, algunos episodios de Real Guys aparecieron en línea unas horas antes de la emisión, con el fin de atraer a una audiencia televisiva—. El servicio de video de pago Amediateka compró los derechos de la serie, y el 15 de mayo de 2014, los 6 episodios de la primera temporada, sin censura, fueron publicados en el servicio. El importe de la transacción no fue revelado por las partes:

Este acuerdo no únicamente es bueno para TNT porque estamos ganando dinero con él. Es una nueva fuente de dinero que nos da más oportunidades en la producción de series. No tememos la competencia con Internet, al contrario, vemos un gran potencial para nuestro canal en la web.
Alexander Dulerain, Productor General de TNT

Sweet Life se convirtió en la primera serie doméstica del servicio Amediateka. En la clasificación de la popularidad de la serie de servicio ocupa el segundo lugar, cediendo únicamente a la primera temporada de Game of Thrones. Durante las dos primeras semanas después de la colocación, Sweet Life tuvo una audiencia de casi 11.000 personas.
En agosto de 2014, el canal TNT lanzó el programa Dancing, análogo al programa de televisión estadounidense So You Think You Can Dance. Los concursantes compiten por el título de mejor bailarín de Rusia y el premio principal es de 3 000 000 rublos. La producción del programa está dedicada a la Comedy Club Production, por lo que esta experiencia de espectáculo de baile no es la primera - en 2008 en el aire de TNT lo demostró «Bailando sin reglas», que fue una «batalla de bailarines», y se convirtió en una continuación lógica de «La risa sin reglas», así como una reacción al aumento de la popularidad de tales espectáculos en todo el mundo. Si en «Bailando sin reglas», además de los participantes que realizaron varios espectáculos preparados e improvisados, únicamente había los principales —son los miembros del jurado—, en Dancing participan coreógrafos mentores: Egor Druzhinin y Miguel, que se hicieron un nombre en este espectáculo.

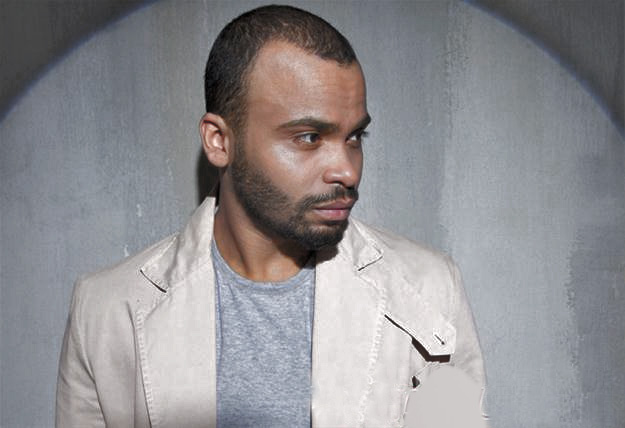
Miguel, el coreógrafo, productor y mentor del espectáculo Dancing

Dancing no fue el primer espectáculo de danza popular en la televisión rusa: en 2006-2016 el canal Rossiya 1 emitió el programa «Bailando con las estrellas», en 2013 en el mismo canal se celebró la temporada de «Big Dance», y más tarde, en 2015, «First Channel» lanzó su propio espectáculo de danza de masas, Dancing Sin embargo, fue el espectáculo el que tuvo mayor impacto en el público y, según el crítico musical Boris Barabanov:

Este programa cambió no únicamente la vida de Miguel, sino también la actitud hacia la coreografía en el país. El interés por la danza cada año lleva a las puertas del comité de selección unas diez mil personas, y el número de suscriptores a la instalación de Miguel superó el millón y medio.
Boris Barabanov, 2016

El fantástico y místico thriller juvenil «Chernobyl. Zona de exclusión», puesta en escena por el director invitado sueco Anders Banke, se convirtió en el gran formato dramático, cuya aparición se vio influenciada por el éxito del proyecto inacabado My Eyes. El estreno de esta serie fue pospuesto  varias veces, el guion original de Ilya Kulikov y Evgeny Nikishov, que era una historia en el espíritu de la «Bruja de Blair», transferido a la zona de exclusión, fue completamente reescrito por los autores a petición del productor creativo del canal TNT Valery Fedorovich. Como resultado, hubo una historia sobre cinco adolescentes que iban en busca de un ladrón en el pueblo fantasma abandonado de Prípiat. Allí tienen la oportunidad de ir en 1986 y evitar un accidente en la central nuclear de Chernóbil. Y su principal oponente es la propia Zona. A medida que la trama se desarrolla, el género de las road-movies se convierte en un thriller místico, luego en un thriller militante, en un choque cinematográfico y, finalmente, la última serie de la primera temporada deja «tocada» la continuación del género de la historia contrafactual, en la que la Unión Soviética evita el colapso, y Estados Unidos pierde el estatus de superpotencia internacional.

Los productores han decidido que el espectáculo necesita una «perspectiva extranjera» sobre el proyecto. El escenario de Chernóbil me pareció realmente poderoso. Es original. Combina todos mis géneros favoritos, sazonados con un magnífico humor negro ruso sobrio.... En el mundo de los grandes géneros cinematográficos comerciales cambiar los géneros es considerado muy peligroso. Pero me encantan las cosas peligrosas.
Anders Banker, director

La serie fue la primera en Rusia que se proyectó en el cine antes del estreno oficial en televisión. El estreno de los 8 episodios de la primera temporada tuvo lugar el 24 de septiembre de 2014 en el cine moscovita Oktyabr, con la participación de estrellas del cine y del espectáculo. Más tarde se celebraron exposiciones similares en otras 18 ciudades rusas: San Petersburgo, Perm, Krasnoyarsk, Ekaterimburgo, Vladivostok, Kemerovo, Novosibirsk, Sarátov, Irkutsk, Izhevsk, Omsk, Uliánovsk, Tula, Barnaul, Tomsk, Ufa, Cheliábinsk y Vorónezh.
«Chernobyl. Zona de Exclusión» fue lanzada al aire con altas calificaciones. La serie de estrenos, en términos de audiencia, entre los 14 y los 44 años de edad, obtuvo una cuota del 28,4% en Rusia (29,9% en Moscú). La proporción de jóvenes de 18 a 30 años en Rusia era del 34,9%, y en Moscú del 40%, del 4%. En la primera semana desde la publicación de la serie «Chernobyl» en el portal de vídeo Rutube, la serie recogió 6,1 millones de visitas, es decir, 1,6 millones más que la primera temporada de Fizruk, que ya había batido el récord de visitas. Al igual que Fizruk, «Chernobyl» fue incluido en la lista de las «10 mejores series rusas de 2014» según la versión de la revista Afisha, y también recogió una serie de nominaciones - para el premio de APKiT, TEFI, George, Word, aunque ninguno de estos premios los ganó. La segunda temporada fue filmada en los Estados Unidos y transmitida por TV-3, lo que hace cambiar el formato a series y programas prémium.
El 1 de septiembre de 2014 se lanzó el canal de televisión TNT-Comedy, que sustituye al canal satelital Comedy TV, así como a la versión internacional de TNT con el mismo nombre.

### 2015
La primera temporada de la serie de películas juveniles On Gangsters in the Time of Hipsters The Stone Jungle Law  se transmitió por TNT en marzo de 2015. El trabajo de dirección debut de Iván Burlakov fue otro proyecto de la serie de películas TNT, que tardó varios años en producir. Según la definición del crítico del periódico Gazeta.Ru, Yaroslav Zabaluev, se trata de «una ingeniosa telecomunicación sobre los escolares de ayer que decidieron convertirse en mafiosos». La estilística de The Stone Jungle Law se refiere a pinturas icónicas como Trainspotting de Danny Boyle y Lock, Stock and Two Smoking Barrels de Guy Ritchie, con bandas de Quentin Tarantino y Robert Rodríguez la adolescente serie británica Misfits y  Skins.

Los autores juegan de manera inteligente con los géneros, diluyendo la sombría realidad moscovita con la estética de los cómics. The Stone Jungle Law  se transforma con igual éxito en una comedia negra, una película sobre el crecimiento y el primer amor, luego en una parodia de los clásicos del cine criminal... El canal TNT confirma una vez más que gracias a la calidad de su contenido puede competir con éxito con los gigantes del mercado televisivo ruso.
Vera Tsvetkova, Gazeta Nezavisimaya

La serie de estrenos de la The Stone Jungle Law en el público de 14 a 44 años reunió una cuota del 18,8% en Rusia (12,8% en Moscú). La proporción de la audiencia juvenil en Moscú de 18 a 30 años fue del 25,0% en Rusia.
Después del éxito de Real Kids y Fizruk, Anton Shchukin produjo otra comedia más tradicional, basada en su propia idea: la serie «CHOP» sobre la vida cotidiana de cinco desafortunados empleados de la agencia de seguridad privada «Kedr», que vigilan el centro comercial «Nightingale». Héroes de «CSP» un poco «no de este mundo» que se meten constantemente en situaciones curiosas, pero no por su propia estupidez, como sucede a menudo en estas historias, sino por ingenuidad y espontaneidad. El intérprete de uno de los papeles principales, Sergei Stepin, admite que "ni siquiera sabe dónde está la ficción en «PSC». Anton Shchukin confirma que el truco de esta situación es intentar mostrar lo divertido a través de lo natural y lo orgánico:

Los actores tienen que interpretar a gente real pero extraña. No tenían la tarea de existir en el marco inadecuadamente brillante. Para mí, por extraño que parezca, Amor y palomas es una de mis comedias favoritas. La película, que cuelga entre dos géneros, es a la vez absolutamente real y fantasmagórica. Una historia conmovedora con imágenes extrañas pero reconocibles.
Anton Shchukin

La comedia «Chop», cuyo humor, según Shchukin, prácticamente no se superponía con el humor de Fizruk, no pudo repetir el éxito de este último, y después de dos temporadas se cerró. 
En marzo de 2015, el canal pasó a formar parte del subholding Gazprom-Media Entertainment Television (GPM RTV), y su oficina comenzó a ubicarse en el centro de negocios Diamond Hall, junto con la sede de los canales 2x2, Pyatnitsa y TV-3. Anteriormente, la oficina de TNT estaba situada en la casa n.º 57 de la calle Trifonovskaya, en el edificio del centro de negocios «Byzantium».
Otras dos series de televisión emitidas en 2015 están dedicadas al tema del sexo. Como la película de 16 episodios Cheating, que toca el tema del sexo prohibido del adulterio, y la comedia juvenil Concerned or Love of Evil, a la que los creadores no extendieron formalmente la marca de la «serie de películas», que en realidad le corresponden.

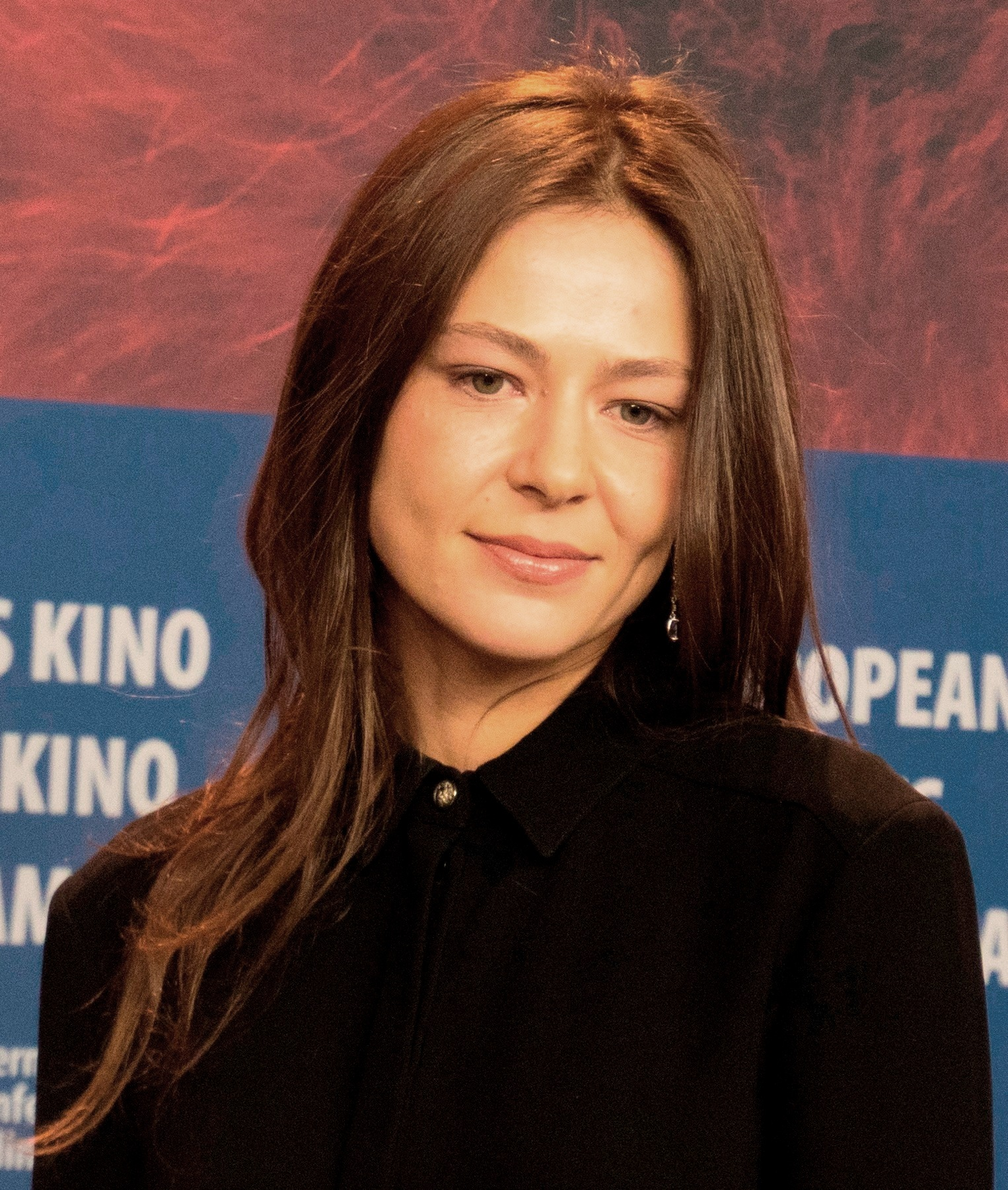
Elena Lyadova actriz principal en la serie televisiva «Hacer trampa».

En el centro de la trama está «Hacer trampa» con Elena Lyadova en el papel principal: la historia de Asya, una mujer que, a primera vista, está desesperadamente aplastada por su vida familiar. Sin embargo, resulta que ella, además de su esposo, tiene tres amantes. Uno de los principales «resortes» de la serie es que sus personajes no son lo que parecen. Durante el estreno del primer episodio de Hacer trampa, uno de cada cuatro rusos de entre 18 y 30 años vio TNT. Además, este proyecto fue el más exitoso en la historia del canal en términos de cantidad y nivel de premios recogidos: «Betrayal» se convirtió en el triunfo de TEFI-2016: el director Vadim Perelman, y protagonizado por Elena Lyadova, ganaron los premios, y la película misma ganó la nominación «Película de televisión / serie».
Preocupación es una comedia del residente del Comedy Club, Semyon Slepakov, autor de la novela Give Me! Irina Denezhkina y el director Boris Khlebnikov. La inauguración se celebró en noviembre-diciembre de 2015, no se descarta la aparición de la segunda temporada.

Preocupación trata de sexo, pero no solo es lo único. Todas las personas están realmente preocupadas. Están preocupados por su familia, su carrera. Y el sexo, y la forma en que su sexo está relacionado con su familia y su trabajo. Un hombre es un sistema complejo de relaciones dentro de sí mismo, y todos encajamos en la definición de «preocupado». Para mí, el tema principal de Preocupación es la decisión de cambiar mi vida.
Semyon Slepakov

### 2016
El 1 de enero de 2016, sobre la base del canal de televisión TNT-Comedy y las antiguas frecuencias de transmisión del canal de televisión 2x2, se lanzó un nuevo canal de entretenimiento TNT4, basado en programas de archivo y series de televisión TNT y sus propios proyectos:

A lo largo de los años, TNT ha tenido una regla muy estricta: TNT es el único canal que en toda su historia no ha intercambiado su contenido. Cuando no había cines en línea y ventas en otros canales, toda la biblioteca permanecía intacta, operaba únicamente TNT y sus recursos. Su preservación permitió el lanzamiento del canal TNT4 ... No sería posible si el producto existiera todos estos años en las repeticiones quinta a décima en otros canales y en cines en línea. Una biblioteca exclusiva durante diez años le permite crear un canal muy rentable.
Igor Mishin

En febrero de 2016, se realizaron cambios en la estructura corporativa. Como resultado, sus funciones como director general se transfirieron a la sub-explotación "GPM Entertainment TV" (director general - Arthur Janibekyan), y se introdujo el puesto de director del canal, al que fue reasignado Igor Mishin, quien dejó este cargo el 15 de junio de 2016.
 

El 8 de febrero, TNT salió al aire con una ejecución bastante tradicional, pero notable en términos de subtexto, la comedia «Ostrov». Por primera vez, el producto calificado de TNT parodió otro producto, incluso un culto, del mismo canal, un reality show con una historia de 12 años de «Dom-2», y de una manera posmoderna. En la historia, un grupo de participantes de cierto reality show «Ostrov», formado por cuatro chicos y cuatro chicas, aterriza en una isla deshabitada salpicada de cámaras de televisión. El primer día, sucede lo inesperado: toda la tripulación muere cuando explota el yate, lo que los participantes del programa toman como una señal para comenzar el juego, se apresuran a realizar tareas editoriales ingeniosas e incluso realizar votaciones por SMS. Están seguros de que millones los están mirando, aunque en realidad nadie los ve y nadie se preocupa por ellos —más precisamente, los espectadores los ven, pero «otros» que no son reality shows, sino comedias—. Al igual que los participantes de «Dom-2», inconscientemente comienzan a dividirse en parejas y «construir relaciones», aunque no se les ofreció esa tarea. Están acompañados por un residente local, y es el único que conoce la terrible verdad, pero no habla su idioma y no lo entienden.

«Ostrov» es como una especie de resumen: una especie de «lo mejor» de lo que sucedió en TNT. En primer lugar, personajes reconocibles. Al es un idiota musculoso y alegre, un sucesor directo del trabajo de Stepan Menshikov. Olya es la imagen colectiva de todas las rubias maliciosas. Era como si la insolente y dura Mila viniera directamente de The Real Boys, y Margot y Nadia harían cosplay del dúo de Palna y Vaska de Deffchonok. Denis Kosyakov es una imagen colectiva de todos los balabol en serie, incluidos los personajes de «Comedy Club». Kostya recordará a los nerds nerviosos y sociófobos Levin, Zaitsev y Budeyko («Univer»). El hecho de que todos estos proyectos salieron en el mismo canal crea una sensación de multiverso subyacente, y «Ostrov» se convierte en una especie de cruce.
Alexey Yenshin

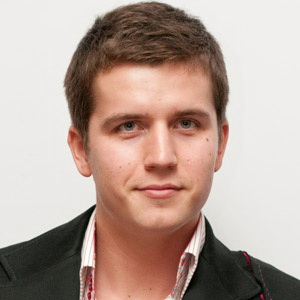
Denis Kosyakov, actor y productor creativo de la serie de comedia «Ostrov».

Igor Karev de Gazeta.Ru recomienda «Ostrov» a los fanáticos de los pasantes y aquellos que «siempre quisieron ver Dom-2, pero fueron tímidos» El éxito de la serie aseguró el lanzamiento de la segunda temporada y una extensión a la tercera, prevista para 2019.
Otra comedia de situación, «Olga», es una historia de comedia tradicional con una fuerte personalidad en el centro y un toque de drama artístico. La intérprete del papel principal es Yana Troyanova. La serie estableció un nuevo récord de popularidad, superando a Interns y Fizruk. Según TNS Russia, en la audiencia objetivo de TNT «All 14-44», la serie «Olga» se convirtió en la más popular entre todas las series de televisión en septiembre de 2016. Su participación de audiencia fue 2 veces mayor que la participación diaria promedio de TNT.
Entre las otras novedades del año se destacó «Hombre barbudo. Comprende y perdona», que surgió de la historia del boceto «Nuestra Rusia», se cerró en 2011, y la serie de cine de cuatro partes de Grigory of Constantinopla The Drunken Firm en el género de comedia negra, con muchos actores populares: Mijaíl Efremov, Elizaveta Boyarskaya, Anna Mikhalkova, Marat Basharov y muchos otros. La serie  «Firma borracha» recibió el premio de la Asociación de Productores de Cine y Televisión en la nominación «Mejor Película de Televisión / Serie de TV», Mijaíl Efremov fue reconocido como el mejor actor.
El 27 de diciembre de 2016 se comenzó a transmitir una versión HD del canal.

### 2017
En febrero de 2017, tuvo lugar el estreno de la serie de comedia  «Adaptación». La trama representa a la CIA de los Estados Unidos que está llevando a cabo una operación secreta, «Rosilda», para recopilar información sobre la última tecnología rusa para la producción de gas a bajo costo . La empresa «minera Yanao Gazprom» en Noyabrsk bajo la apariencia de un ingeniero ruso Oleg Menshov incrustado como el mejor agente de la CIA Ashton Ivey. En el camino a Noyabrsk, se encontró con Marina y Valera, lo que complica enormemente la operación. El papel principal es el de Leonid Bichevin, mientras que el rol de su jefe en la CIA fue interpretado por el actor estadounidense Peter Jacobson. A pesar del episodio inicial del mensaje sobre «eventos irreales», los autores insisten en que la trama se basa en una historia confiable:

Estoy totalmente en desacuerdo con que tal situación es inverosímil. Debido a que generalmente vivimos en el absurdo, a menudo estamos rodeados de situaciones increíblemente absurdas, que, sin embargo, percibimos como normales. Nuestro equipo de guion trató de abordar la trama y los detalles muy profundamente, no inventar nada y atenerse a los hechos que realmente ocurrieron.
Fedor Stukov, director de escena de la serie «Adaptación».

La serie «Adaptación» fue bien recibida por el público y se extendió oficialmente para la segunda temporada. 
El 24 de abril de 2017, el bloque de dibujos animados TNT finalmente se eliminó de la red de transmisión del canal. Desde el 29 de febrero de 2016 hasta el final de su existencia, salió entre semana temprano en la mañana y consistió en un único proyecto: Tortugas Ninja mutantes adolescentes.

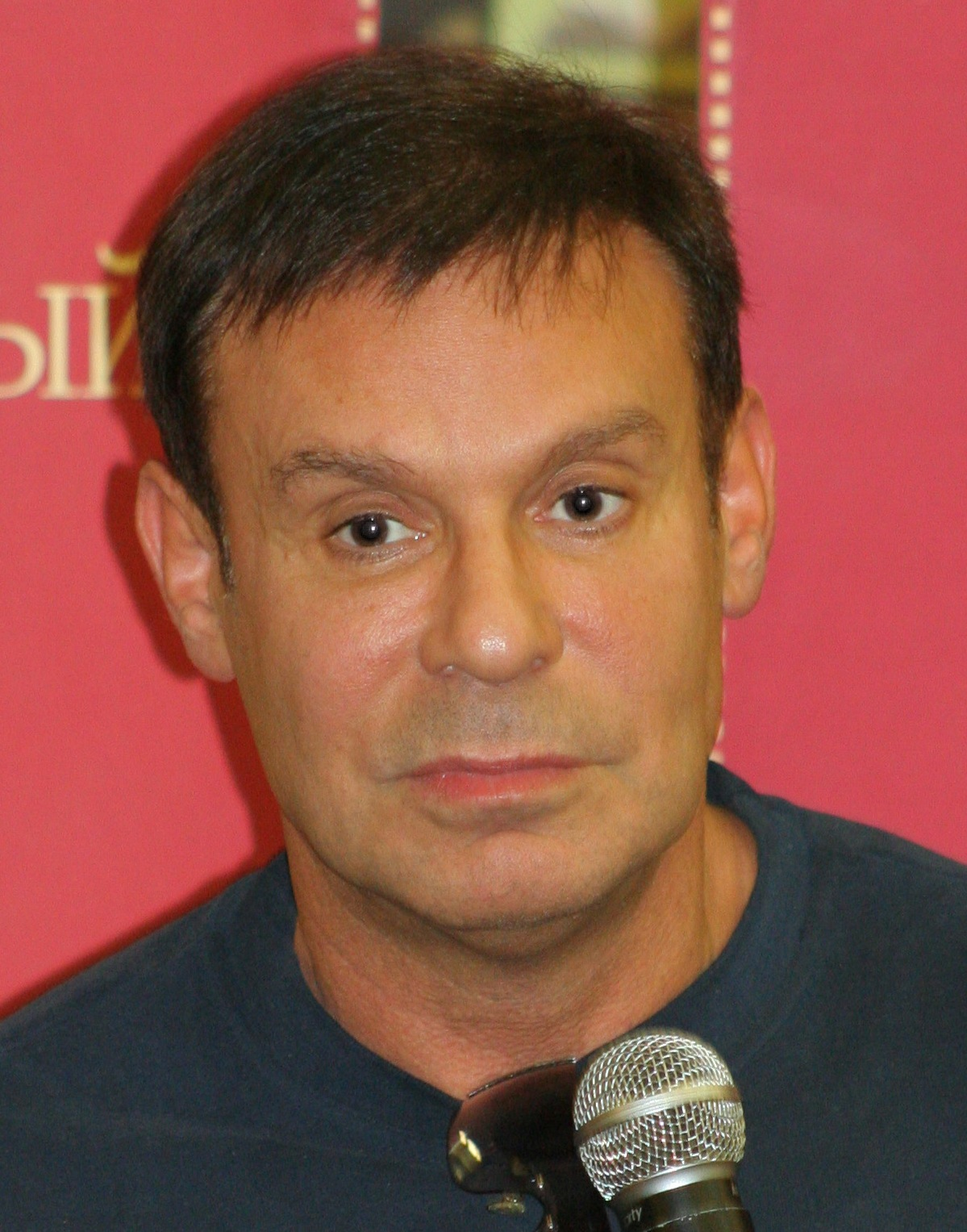
Eefim Shifrin artista invitado para realizar el papel del maestro en «Filfak».

«Filfak», otra serie dirigida por Fyodor Stukov, comenzó el mismo mes. Este fue un intento de repetir el éxito de «Univer» y repensar creativamente los prejuicios de género en los departamentos filológicos del país. Los eventos se desarrollan en un grupo en el que muchas niñas representan únicamente tres jóvenes.
Como estrella invitada, el famoso artista y comediante Efim Shifrin fue invitado en el papel de maestro:

No puedo decir que estaba familiarizado con lo que está sucediendo en el canal TNT, antes de esta serie. Me lo encontré y no me arrepiento. Esta es una realidad diferente, un humor diferente ... Sí, el humor aquí es duro e inusual para mí, pero me di cuenta del hecho de que me gusta este «hardcore». Fue una buena sacudida, y creo que viviré más tiempo después de conocerlo.
Efim Shifrin

Entre otros proyectos notables del año: la segunda temporada de la comedia «Policeman from Rublevka», «Civil Marriage» y otros.
Proyectos como «Batalla de psíquicos», «Danzas», «Bachiller», «Dom-2» permanecen en el aire; Los programas de televisión de Comedy Club Production continúan: «Stand Up», «Comedy Club», «Improvisation», «Once Upon a Time in Russia», y se lanzan otros nuevos: «Love Is» y «Open Microphone».
El 19 de julio de 2017, TNT cambió a un formato de transmisión de pantalla panorámica (16: 9).
El 30 de junio se convirtió el cambio en el productor general por primera vez desde 2009 - en lugar de Alexander Doulerain llegó Vyacheslav Dusmukhametov. Al mismo tiempo, Duleraine permaneció en el canal y tomó una nueva dirección de su desarrollo internacional.
Desde el 20 de noviembre de 2017, el canal de televisión se negó a mostrar películas y series de televisión extranjeras entre semana, reemplazándolas con su propio contenido. Las razones fueron un mayor interés de los anunciantes y espectadores, así como un deseo de obtener independencia de los factores económicos externos.

### Desde 2018
El 16 de agosto de 2018, se lanzó la plataforma en línea TNT-PREMIER, en la cual, varios días o meses antes de la transmisión, se cargan nuevos lanzamientos y series de proyectos de TNT, así como la transmisión de otros canales de televisión GPM RTV. Uno de los primeros proyectos presentados fue la serie de Pyotr Buslov sobre la idea y el escenario del «arresto domiciliario» de Semyon Slepakov sobre un alcalde de la ciudad atrapado en un soborno y obligado a vivir en una casa familiar sencilla.
En relación con el lanzamiento del servicio de video PREMIER, se eliminó el archivo de video de programas de TV en el sitio y, en consecuencia, en RuTube. En cambio, un video nuevo en el sitio comenzó a aparecer en extractos o a estar disponible públicamente para los visitantes dentro de una semana a partir de la fecha de la última transmisión.
En 2019, el servicio List se lanzó en el alojamiento de video RuTube, gracias al cual había acceso a todos los materiales del servicio de video PREMIER —excepto los episodios que son una semana antes de la transmisión de TV—, pero antes de verlo, se debe ver un anuncio o pasar una encuesta.

## Presencia en el espacio postsoviético
El 1 de octubre de 2002, TNT, siguiendo a Piervy Kanal, NTV, Rossiya 1 y otros canales de televisión rusos, dejaron de transmitir en redes de cable en Letonia. La razón fue la falta de derechos para exhibir programas en el país.
En mayo de 2003, el operador más grande de Estonia, Starman, dejó de transmitir una serie de canales de televisión rusos, incluido TNT. El motivo del cese de la radiodifusión es la adhesión de Rusia a la Convención de Roma para la Protección del Derecho de Autor.
El 3 de julio de 2007, en las redes de cable de Moldavia, TNT fue reemplazado por el canal de televisión local Bravo, que hasta 2017 transmitía programas de canales TNT.
En el otoño de 2007, TNT dejó de transmitir en las redes de cable de Kazajistán.
En la primera mitad de febrero de 2011, la transmisión de los canales rusos DTV y TNT se detuvo en Uzbekistán. Las afirmaciones de las autoridades uzbekas se redujeron al contenido de los programas de televisión «Dom-2» y «Sex with Anfisa Chekhova», que aparecieron en TNT.

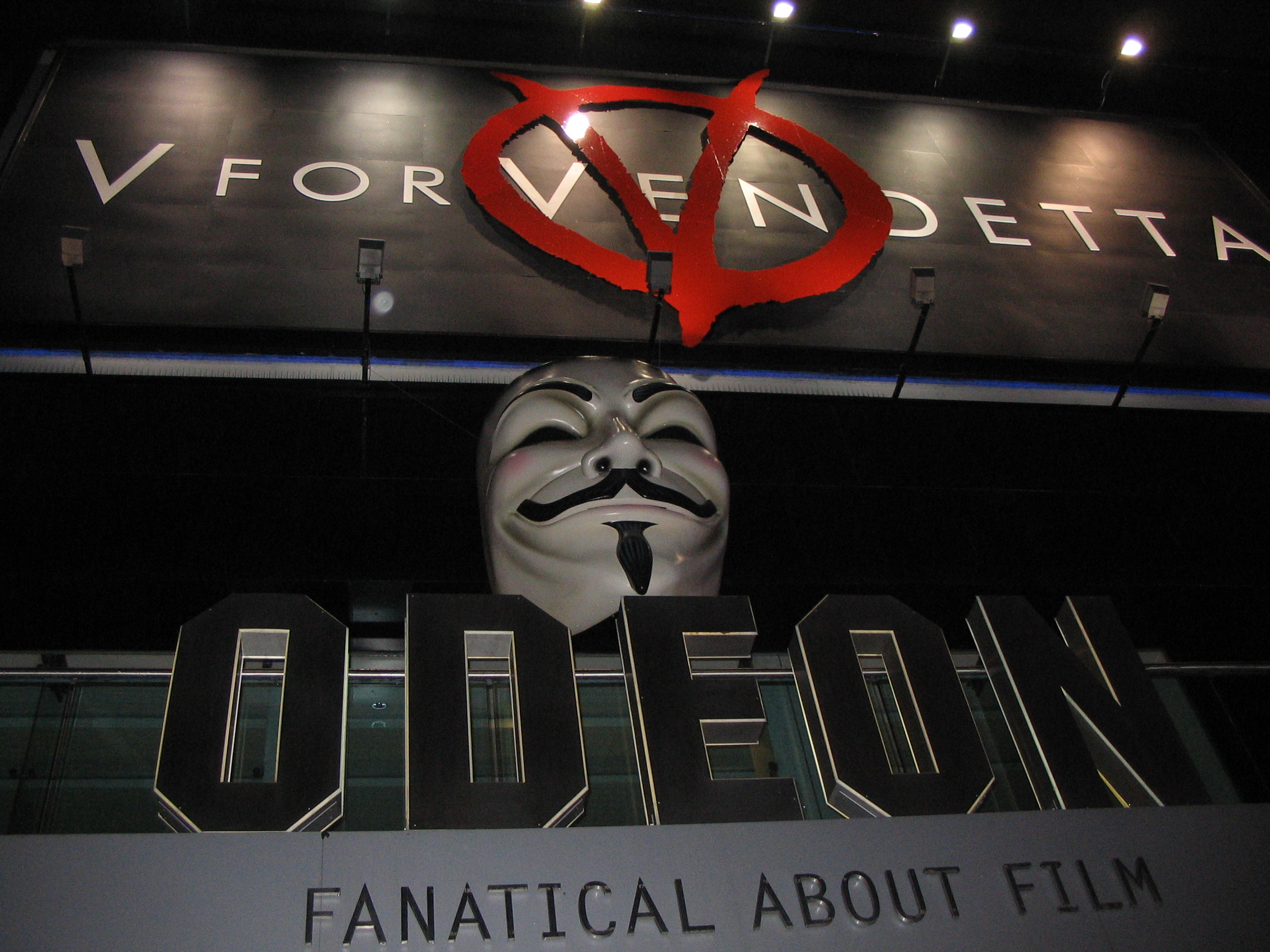
La presentación en el Odeon Leicester Square en Londres, de la película V for Vendetta.

El 1 de junio de 2011, el año de canal de difusión TNT se interrumpió en la capital de Bielorrusia, ciudad de Minsk. Hay versiones que el canal de televisión dejó de transmitir debido a bromas en dirección al presidente del país, Alexander Lukashenko, en el programa de televisión Comedy Club, y, posiblemente, debido a la «transmisión de la película V for Vendetta, que ha sido prohibida desde 2009 en Bielorrusia», y que se transmitió por TNT un par de días antes de que cesara la transmisión. A mediados de enero de 2012, la transmisión del canal de televisión se terminó en toda la república a solicitud del Ministerio de Información de la República de Bielorrusia debido a la falta de permiso para que el canal de televisión transmita en el territorio de la República de Bielorrusia sobre la base del Artículo 17 de la Ley de la República de Bielorrusia del 17 de julio de 2008 «En los medios de comunicación».
El 1 de septiembre de 2013, el canal de televisión TNT dejó de transmitir en Ucrania. La razón de fue la firma de un acuerdo por parte de Media Group Ukraine que mantiene con el centro de producción de Comedy Club Production el derecho exclusivo de transmitir contenido de TNT en los canales ucranianos TRK Ukraine y UFO TV, que forman parte de la explotación.

## Crítica
Algunos proyectos de TNT están siendo criticados. Las acusaciones son principalmente sobre la propaganda de la inmoralidad entre los jóvenes, la vulgaridad, la obscenidad , los temas sexuales y los valores dudosos de la serie.

### Dom 2
En 2009-2010, hubo un conflicto con el reality show «Dom-2», porque hay momentos que están prohibidos para niños menores de 16 años —el programa se lanzó a las 21.00, y en ese momento casi un tercio de la audiencia eran niños y adolescentes—. Querían cerrar el programa por completo; sin embargo, se pospuso a las 23.00, pero muchas personas todavía insisten en cerrar el programa. Este reality show es viso por la mayoría del público, muchos periodistas y escritores,  expertos, diputados de la Duma estatal, y figuras religiosas, lo han criticado negativa y periódicamente. Los conflictos entre los participantes a menudo ocurren en el programa, que a menudo se convierten en peleas, aunque están prohibidos en el proyecto y a menudo son la razón de la exclusión del instigador de la pelea del proyecto. Se sugiere que los participantes sean especialmente seleccionados para que el proyecto tenga tantas provocaciones y conflictos como sea posible.

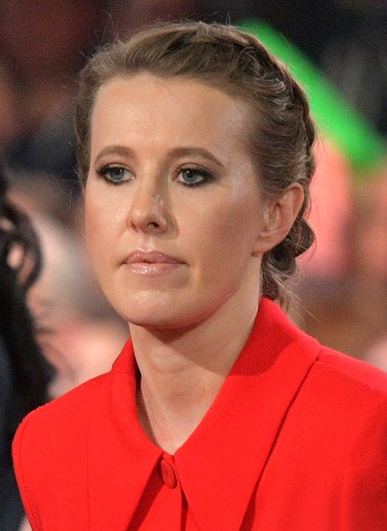
Ksenia Sobchak, presentadora del proyecto «Dom-2: Build Your Love».

Otras razones para criticar son la imitación del amor, jugar con la cámara y usar un compañero para permanecer en el proyecto. El programa a menudo es ridiculizado en otros varios programas humorísticos. En mayo de 2005, los diputados de la Comisión de Salud y Salud Pública de la Duma de la ciudad de Moscú, encabezada por Lyudmila Stebenkova, prepararon una apelación ante el fiscal general ruso Vladimir Ustinov, en el que exigieron cerrar el proyecto de televisión «Dom-2: Build Your Love» en TNT y llevar a Ksenia Sobchak, la presentadora de este programa, a responsabilidad penal por proxenetismo. Según él, el programa «en general y sistemáticamente explota el interés en el sexo: ha demostrado repetidamente escenas de caricias y actos de masturbación». La carta dice que «sobre la base del art. 37 de la Ley de RF sobre los medios de comunicación, dicho programa de televisión únicamente puede transmitirse de 23:00 a 4:00» Además, los diputados llamaron la atención de la oficina del fiscal sobre el hecho de que una niña menor (Margarita Agibalova; 17 años), alguna vez participó en el programa.

## Versión internacional
TNT (en el certificado de medios - TNT-Comedy, otro nombre - TNT International) - es una versión internacional del canal de televisión ruso TNT. Comenzó a emitir el 1 de septiembre de 2014 bajo el nombre del canal de televisión del mismo nombre «TNT Comedy».
La versión internacional repetirá la red de transmisión del TNT principal en un 75%, con la excepción de películas y series animadas, los derechos de exhibición que se compran exclusivamente en Rusia, así como los de algunos programas. En el canal de televisión bielorruso TNT International, se recortan fragmentos en programas y de televisión relacionados con Bielorrusia y su Asamblea Nacional de Bielorrusia.